# Grabowo Bobowskie
Grabowo Bobowskie is een plaats in het Poolse district  Starogardzki, woiwodschap Pommeren. De plaats maakt deel uit van de gemeente Bobowo en telt 490 inwoners.